# محصولات بهداشتی در بیماران سرطانی
محصولات بهداشتی در بیماران سرطانی (انگلیسی: Personal Care in Cancer Patients) یکی از محورهای مهم مراقبت حمایتی و حفظ کیفیت زندگی این بیماران است. افراد مبتلا به سرطان به دلیل ضعف سیستم ایمنی، دریافت درمان‌هایی مانند شیمی‌درمانی یا پرتودرمانی، و خشکی یا آسیب‌پذیری پوست، نیازمند استفاده از محصولات بهداشتی خاص و استاندارد هستند.

## تغییرات پوست و مو در بیماران سرطانی
در بسیاری از موارد، بیماران سرطانی دچار:
- خشکی شدید پوست و لب
- ریزش مو و شکنندگی ساقه مو
- اگزما، درماتیت، یا حساسیت‌های تماسی
- ضعف در سد دفاعی پوست و افزایش احتمال عفونت پوست می‌شوند[۱]

بنابراین استفاده از محصولات آرایشی-بهداشتی عادی یا حاوی مواد تحریک‌کننده ممکن است وضعیت بیمار را بدتر کند.

## ترکیبات مضر برای بیماران سرطانی
محصولاتی که حاوی مواد زیر هستند ممکن است باعث واکنش‌های ناخواسته یا التهاب در پوست بیماران شوند:
- سولفات‌ها (مانند SLS و SLES)
- پارابن، فتالات، نیتروزآمین‌ها
- عطر مصنوعی یا رنگ‌های شیمیایی
- الکل آزاد یا مواد صابونی با pH بالا

برخی از این ترکیبات ممکن است از طریق پوست ملتهب جذب شوند و اثرات منفی بلندمدت داشته باشند.

## استانداردهای محصولات مناسب بیماران سرطانی
محصولات بهداشتی مناسب برای بیماران مبتلا به سرطان باید:
- دارای ترکیبات **فاقد مواد حساسیت‌زا** باشند
- با پایه گیاهی یا **ملایم‌کننده‌های طبیعی** تولید شده باشند
- تست حساسیت (Hypoallergenic) و تاییدیه‌های بالینی داشته باشند
- pH خنثی یا نزدیک به پوست انسان (۵.۵) داشته باشند
- فاقد سولفات، پارابن، فتالات و عطر مصنوعی باشند[۲]

## جایگاه برندهای سلامت‌محور در این زمینه
برندهایی که فرمولاسیون محصولات خود را **براساس حذف کامل ترکیبات مضر** طراحی کرده‌اند و از تست‌های درماتولوژیکی بهره‌مندند، می‌توانند گزینه مناسبی برای مراقبت روزانه بیماران سرطانی باشند. این محصولات گاهی به‌طور خاص برای گروه‌های حساس مانند نوزادان، زنان باردار و افراد دچار نقص ایمنی نیز مناسب هستند.

## توصیه‌های کاربردی
- از شامپوها و لوسیون‌های مخصوص کودک برای بیماران دارای پوست بسیار حساس استفاده شود.
- محصولات بدن باید فاقد کف زیاد و عطر قوی باشند.
- استفاده از شوینده‌های واژینال استاندارد (در بیماران زن) ترجیح دارد.
- تماس با محصولات فاقد برچسب ترکیبات، مجوز یا آزمون آلرژی باید محدود شود.